# Pasja (album)
Pasja – drugi studyjny album polskiego rapera o pseudonimie artystycznym Pyskaty. Został wydany 29 czerwca, a nie tak jak planowano 22. Za podkłady muzyczne odpowiedzialni są między innymi The Returners, Bob Air, SherlOck czy O.S.T.R. Natomiast gośćmi byli Onar, Te-Tris, W.E.N.A., Włodi czy Siwers. 25 maja 2012 roku ukazał się pierwszy singel pt. "Nie ma róży bez kolców". Kilka tygodni później opublikowano kolejny utwór promujący "Wdech, wydech". 15 czerwca 2012 roku ukazał się trzeci singel pt. "Outsider". Autorem okładki jest Grzegorz "Forin" Piwnicki.
Nagrania dotarły do 5. miejsca zestawienia OLiS.

## Lista utworów
Opracowano na podstawie materiału źródłowego.
1. "S.A.L.I.G.I.A." (produkcja: O.S.T.R.)[A]
2. "Za długo" (produkcja: Oer, gościnnie: Onar)
3. "Nie ma róży bez kolców" (produkcja: Bob Air, scratche: DJ Medyk)
4. "Czy?" (produkcja: Sherlock)
5. "Razem" (produkcja: Qciek, scratche: DJ Ike, gościnnie: Siwers, Jinx, Te-Tris, Tomiko, PeeRZet, Małpa, W.E.N.A.)[B]
6. "Porozmawiajmy o tym" (produkcja: Zbulu, scratche: DJ Who?list)[C]
7. "Od zera" (produkcja: Kuoter, scratche: DJ Ace)
8. "Krzyk" (produkcja: O.S.T.R.)
9. "Idź dalej" (produkcja: Zbylu, scratche: DJ Noriz)
10. "Outsider" (produkcja: Stona)
11. "Mówią o nim" (produkcja, scratche: The Returners, gościnnie: Włodi, Big Shug)[D]
12. "Stowarzyszenie umarłych poetów" (produkcja: Oer, scratche DJ Ike)
13. "Mam sen" (produkcja: Zbylu)
14. "Wdech, wydech" (produkcja: Kudel)

Notatki
- A^ W utworze wykorzystano sample z piosenki "The Look of Love" w wykonaniu Gladys Knight & the Pips[12].
- B^ W utworze wykorzystano sample z piosenki "Southern Man" w wykonaniu Merry Clayton[12].
- C^ W utworze wykorzystano sample z piosenki "Love Without Sex" w wykonaniu Gwen McCrae[12].
- D^ W utworze wykorzystano sample z piosenki "Mówią o nim" w wykonaniu zespołu Skaldowie[12].